# Race War
Race War е немска RAC група, основана през 2000 година в град Швебиш Гмюнд.

## Дискография
- 2002 – „The White Race Will Prevail“
- 2004 – „Kingdom of Hate“
- 2005 – „Stimme des Blutes“